# Pachín
Enrique Pérez Díaz ou apenas Pachín (Torrelavega, 28 de dezembro de 1938 – Madri, 10 de fevereiro de 2021) foi um futebolista espanhol que atuou como defensor.

## Carreira
Nascido em Torrelavega, Cantabria, Pachín assinou pelo Real Madrid em 1959 vindo do Osasuna da Segunda División. Ele fez sua estreia na Liga, em 11 de setembro de 1960, em uma derrota por 0 a 1 contra o Atlético de Madrid.
Pachín deixou os Merengues em maio de 1968, tendo jogados 218 vezes e marcando dois gols. Ele ganhou onze títulos durante seu período, incluindo sete campeonatos nacionais e as edições 1960 e 1966 da Liga dos Campeões, contribuindo para as últimas conquistas com oito jogos feitos, foram 32 jogos na Liga dos Campeões no total.
Com quase trinta anos, Pachín voltou a segunda divisão para a campanha de 1968-1969, onde representou o Real Betis. 
Ele se aposentou em 1971 e trabalhou como treinador por dezesseis anos, sempre na segunda divisão - sua maior conquista foi promover o Hércules a primeira divisão em 1984, mesmo que ele só tenha feito com seis partidas.

## Seleção
Pachín fez parte do elenco da Seleção Espanhola de Futebol da Copa do Mundo de 1962, ele fez duas partidas.

## Morte
Em 10 de fevereiro de 2021, o Real Madrid divulgou a morte do Pachín, após o futebolista ficar internado um mês e meio no Hospital HM Sanchinarro em Madri.

## Títulos
Real Madrid
- La Liga: 1960-61, 1961-62, 1962-63, 1963-64, 1964-65, 1966-67 e 1967-68
- Copa del Rey: 1961-62
- Liga dos Campeões: 1959-60, 1965-66
- Copa Intercontinental : 1960